# リオーロ・テルメ
リオーロ・テルメ（伊: Riolo Terme）は、イタリア共和国エミリア＝ロマーニャ州ラヴェンナ県にある、人口約5,800人の基礎自治体（コムーネ）。

## 地理

### 位置・広がり
ラヴェンナ県南西部に位置するコムーネで、ボローニャ県に境界を接する。

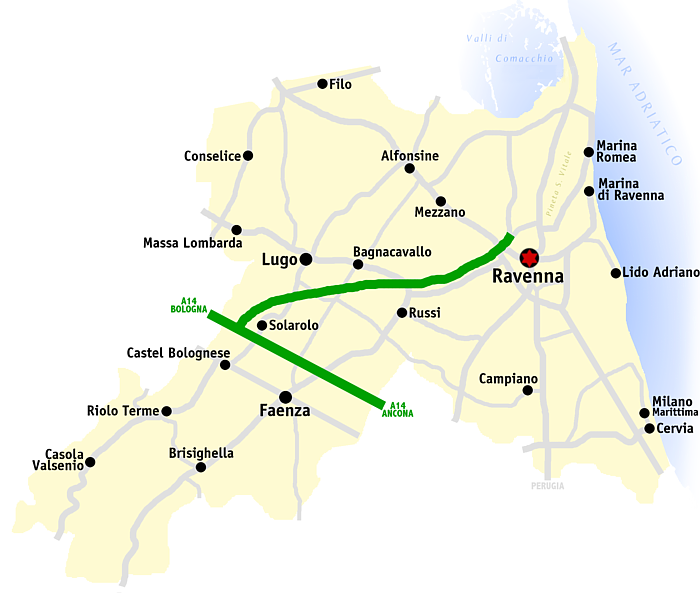
ラヴェンナ県概略図

#### 隣接コムーネ
隣接するコムーネは以下の通り。括弧内のBOはボローニャ県所属を示す。
- ボルゴ・トッシニャーノ (BO)
- ブリシゲッラ
- カーゾラ・ヴァルセーニオ
- カステル・ボロニェーゼ
- ファエンツァ
- イーモラ (BO)

### 気候分類・地震分類
リオーロ・テルメにおけるイタリアの気候分類 (it) および度日は、zona E, 2349 GGである。
また、イタリアの地震リスク階級 (it) では、zona 2 (sismicità media) に分類される。

## 行政

### 分離集落
リオーロ・テルメには、以下の分離集落（フラツィオーネ）がある。
- Borgo Rivola, Cuffiano, Isola, Mazzolano, Torranello

## 姉妹都市
- オーバーアスバッハ、ドイツ